# Sacrobosco (cráter)

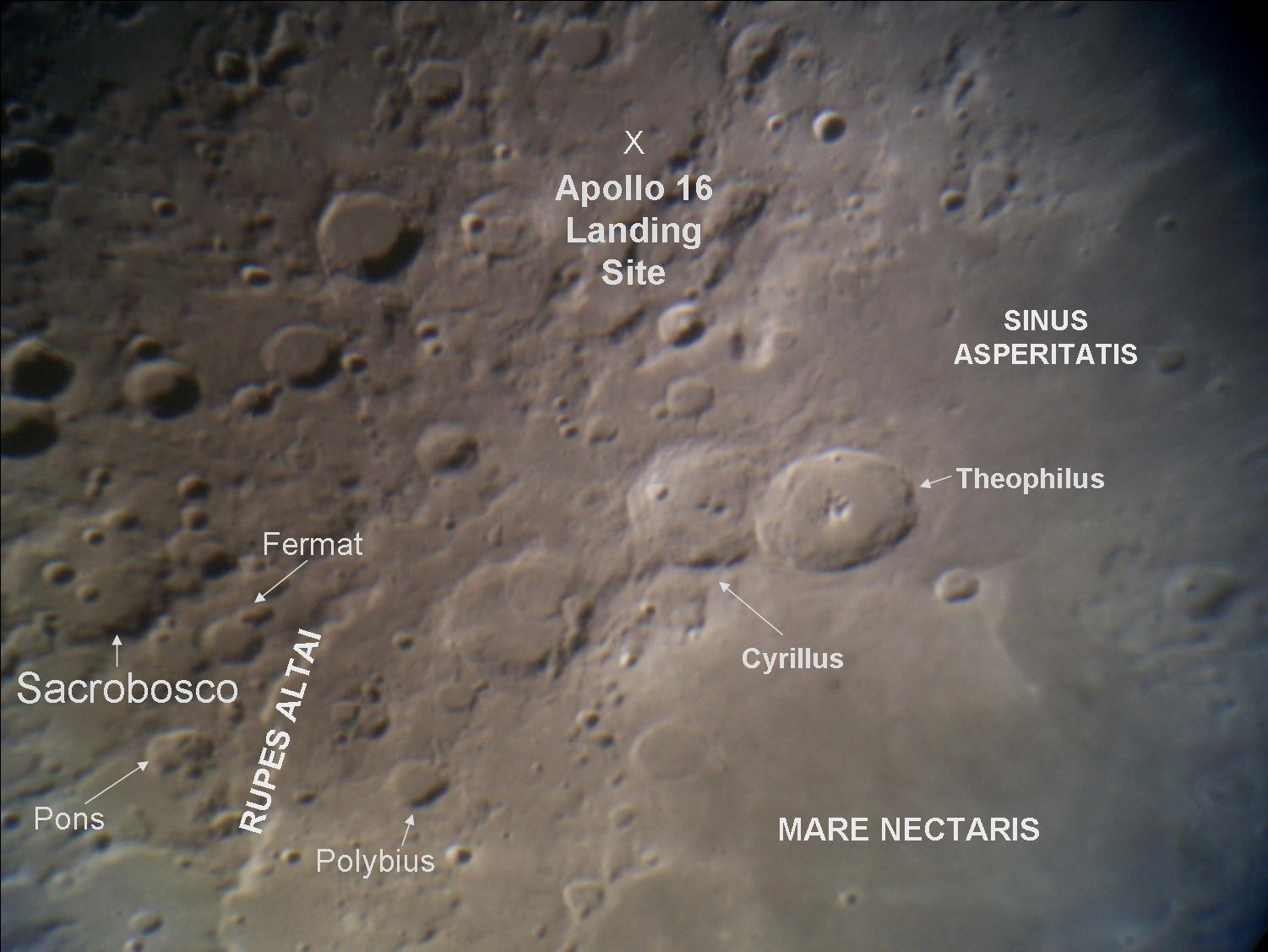
Localización de Sacrobosco, próximo al lugar de aterrizaje del Apolo XVI

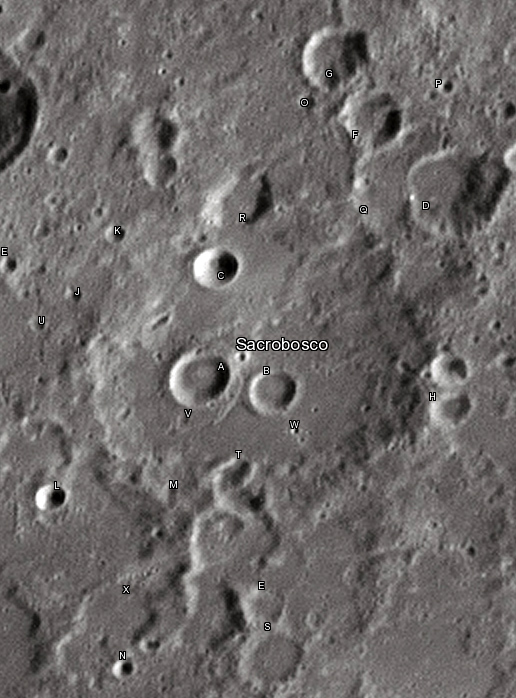
Vista general de Sacrobosco

Sacrobosco es un irregular cráter de impacto lunar que se encuentra en las escarpadas tierras altas del sur, al oeste del escarpe Rupes Altai. Al noroeste de Sacrobosco se halla el cráter doble formado por Abenezra y Azophi. Al este-noreste aparece Fermat, y al sur-suroeste se localiza Pontanus.
|  |

Es un elemento fácilmente identificable debido a los tres cráteres circulares de similar tamaño que se encuentran en su interior. El borde de Sacrobosco está muy desgastado y erosionado, sobre todo al noreste. El suelo es relativamente plano en el sur, excepto en las zonas cubiertas por Sacrobosco A y B, con una superficie algo irregular en el noreste.

## Cráteres satélite
Por convención estos elementos se identifican en los mapas lunares colocando la letra en el lado del punto central del cráter más cercano a Sacrobosco.
|            | \| Sacrobosco \| Coordenadas \| Diámetro \| \| ---------- \| ----------------------------- \| -------- \| \| A \| 24°00′S 16°12′E / -24.0, 16.2 \| 17 km \| \| B \| 23°54′S 16°54′E / -23.9, 16.9 \| 14 km \| \| C \| 23°00′S 15°48′E / -23.0, 15.8 \| 13 km \| \| D \| 21°36′S 17°42′E / -21.6, 17.7 \| 24 km \| \| E \| 26°06′S 17°42′E / -26.1, 17.7 \| 13 km \| \| F \| 21°06′S 16°42′E / -21.1, 16.7 \| 19 km \| \| G \| 20°42′S 16°12′E / -20.7, 16.2 \| 20 km \| \| H \| 23°42′S 18°42′E / -23.7, 18.7 \| 13 km \| \| J \| 23°36′S 14°36′E / -23.6, 14.6 \| 5 km \| \| K \| 22°54′S 14°42′E / -22.9, 14.7 \| 6 km \| \| L \| 25°36′S 15°06′E / -25.6, 15.1 \| 9 km \| \| M \| 25°18′S 16°18′E / -25.3, 16.3 \| 8 km \| \| N \| 27°00′S 16°30′E / -27.0, 16.5 \| 6 km \| \| O \| 21°06′S 16°00′E / -21.1, 16.0 \| 6 km \| \| P \| 20°36′S 17°18′E / -20.6, 17.3 \| 5 km \| \| Q \| 21°36′S 17°30′E / -21.6, 17.5 \| 42 km \| \| R \| 22°18′S 15°42′E / -22.3, 15.7 \| 21 km \| \| S \| 26°30′S 18°00′E / -26.5, 18.0 \| 19 km \| \| T \| 24°54′S 16°48′E / -24.9, 16.8 \| 12 km \| \| U \| 24°00′S 14°18′E / -24.0, 14.3 \| 5 km \| \| V \| 24°30′S 16°06′E / -24.5, 16.1 \| 4 km \| \| W \| 24°18′S 17°18′E / -24.3, 17.3 \| 2 km \| \| X \| 26°30′S 16°18′E / -26.5, 16.3 \| 23 km \| |          |
| Sacrobosco | Coordenadas | Diámetro |
| A          | 24°00′S 16°12′E / -24.0, 16.2 | 17 km    |
| B          | 23°54′S 16°54′E / -23.9, 16.9 | 14 km    |
| C          | 23°00′S 15°48′E / -23.0, 15.8 | 13 km    |
| D          | 21°36′S 17°42′E / -21.6, 17.7 | 24 km    |
| E          | 26°06′S 17°42′E / -26.1, 17.7 | 13 km    |
| F          | 21°06′S 16°42′E / -21.1, 16.7 | 19 km    |
| G          | 20°42′S 16°12′E / -20.7, 16.2 | 20 km    |
| H          | 23°42′S 18°42′E / -23.7, 18.7 | 13 km    |
| J          | 23°36′S 14°36′E / -23.6, 14.6 | 5 km     |
| K          | 22°54′S 14°42′E / -22.9, 14.7 | 6 km     |
| L          | 25°36′S 15°06′E / -25.6, 15.1 | 9 km     |
| M          | 25°18′S 16°18′E / -25.3, 16.3 | 8 km     |
| N          | 27°00′S 16°30′E / -27.0, 16.5 | 6 km     |
| O          | 21°06′S 16°00′E / -21.1, 16.0 | 6 km     |
| P          | 20°36′S 17°18′E / -20.6, 17.3 | 5 km     |
| Q          | 21°36′S 17°30′E / -21.6, 17.5 | 42 km    |
| R          | 22°18′S 15°42′E / -22.3, 15.7 | 21 km    |
| S          | 26°30′S 18°00′E / -26.5, 18.0 | 19 km    |
| T          | 24°54′S 16°48′E / -24.9, 16.8 | 12 km    |
| U          | 24°00′S 14°18′E / -24.0, 14.3 | 5 km     |
| V          | 24°30′S 16°06′E / -24.5, 16.1 | 4 km     |
| W          | 24°18′S 17°18′E / -24.3, 17.3 | 2 km     |
| X          | 26°30′S 16°18′E / -26.5, 16.3 | 23 km    |